# Marokko op het wereldkampioenschap voetbal 2018
Marokko is een van de deelnemende landen aan het wereldkampioenschap voetbal 2018 in Rusland. Het is de vijfde deelname voor het land. Marokko eindigde laatste in de groepsfase en werd zodoende uitgeschakeld.

## Kwalificatie
Op basis van de FIFA-wereldranglijst mocht Marokko in november 2015 in de tweede ronde van de Afrikaanse kwalificatiecampagne beginnen. Onder leiding van bondscoach Zaki werd Equatoriaal-Guinea in twee wedstrijden uitgeschakeld. Marokko won de heenwedstrijd in Agadir met 2–0 dankzij doelpunten van Youssef El-Arabi en Yacine Bammou. Drie dagen later raakte Equatoriaal-Guinea in eigen land niet verder dan 1–0, waardoor Marokko naar de volgende ronde mocht.
In februari 2016 zette de Marokkaanse voetbalbond de samenwerking met Zaki stop. Enkele dagen later werd de Fransman Hervé Renard aangesteld als nieuwe bondscoach.
Onder leiding van Renard begon Marokko in oktober 2016 aan de groepsfase van de WK-kwalificatiecampagne. Marokko belandde in groep C, samen met Ivoorkust, Gabon en Mali. De Marokkanen begonnen met twee scoreloze gelijke spelen aan de derde ronde, waardoor Ivoorkust de leiding nam in de groep. Op de derde speeldag won Marokko overtuigend met 6–0 van Mali, dankzij onder meer twee goals van Hakim Ziyech. Nadien volgde opnieuw een scoreloos gelijkspel, maar omdat ook Ivoorkust punten liet liggen, bleef het team van bondscoach Renard kans maken op de eerste plaats.
Op de voorlaatste speeldag liet Ivoorkust opnieuw punten liggen, terwijl Marokko dankzij een hattrick van Khalid Boutaïb met 3–0 van Gabon wist te winnen. Door de zege kwamen de Marokkanen voor het eerst aan de leiding in de groep. Op de slotspeeldag mochten Marokko en Ivoorkust in Abidjan onderling uitmaken wie naar het WK mocht. Dankzij doelpunten van Nabil Dirar en Mehdi Benatia was het Marokko dat aan het langste eind trok.

### Tweede ronde
|                                                 |                         |       |               |                                                                         |
| 12 november 2015 «onderlinge duels» 19:00 (UTC) | Marokko                 | 2 − 0 | Equat.-Guinea | Stade Adrar, Agadir Toeschouwers: 32.000 Scheidsrechter: Daniel Bennett |
| 12 november 2015 «onderlinge duels» 19:00 (UTC) | El-Arabi 30' Bammou 66' |       |               | Stade Adrar, Agadir Toeschouwers: 32.000 Scheidsrechter: Daniel Bennett |

|                                                   |               |       |         |                                                                          |
| 15 november 2015 «onderlinge duels» 16:00 (UTC+1) | Equat.-Guinea | 1 − 0 | Marokko | Estadio de Bata, Bata Toeschouwers: 20.000 Scheidsrechter: Janny Sikazwe |
| 15 november 2015 «onderlinge duels» 16:00 (UTC+1) | Rui 15'       |       |         | Estadio de Bata, Bata Toeschouwers: 20.000 Scheidsrechter: Janny Sikazwe |

### Derde ronde
|                                                 |       |       |         |                                                                                            |
| 8 oktober 2016 «onderlinge duels» 16:00 (UTC+1) | Gabon | 0 − 0 | Marokko | Stade de Franceville, Franceville Toeschouwers: 18.000 Scheidsrechter: Hamada Nampiandraza |
| 8 oktober 2016 «onderlinge duels» 16:00 (UTC+1) |       |       |         | Stade de Franceville, Franceville Toeschouwers: 18.000 Scheidsrechter: Hamada Nampiandraza |

|                                                   |         |       |           |                                                                                    |
| 12 november 2016 «onderlinge duels» 21:30 (UTC+1) | Marokko | 0 − 0 | Ivoorkust | Stade de Marrakech, Marrakesh Toeschouwers: 40.000 Scheidsrechter: Bernard Camille |
| 12 november 2016 «onderlinge duels» 21:30 (UTC+1) |         |       |           | Stade de Marrakech, Marrakesh Toeschouwers: 40.000 Scheidsrechter: Bernard Camille |

|                                                   |                                                                 |       |      |                                                                               |
| 1 september 2017 «onderlinge duels» 21:00 (UTC+1) | Marokko                                                         | 6 − 0 | Mali | Stade Moulay Abdallah, Rabat Toeschouwers: 50.000 Scheidsrechter: Sidi Alioum |
| 1 september 2017 «onderlinge duels» 21:00 (UTC+1) | Ziyech 19' (pen.), 61' Boutaïb 27' Hakimi 72' Fajr 86' Mahi 88' |       |      | Stade Moulay Abdallah, Rabat Toeschouwers: 50.000 Scheidsrechter: Sidi Alioum |

|                                                 |      |       |         |                                                                                   |
| 5 september 2017 «onderlinge duels» 19:00 (UTC) | Mali | 0 − 0 | Marokko | Stade du 26 Mars, Bamako Toeschouwers: 20.000 Scheidsrechter: Hamada Nampiandraza |
| 5 september 2017 «onderlinge duels» 19:00 (UTC) |      |       |         | Stade du 26 Mars, Bamako Toeschouwers: 20.000 Scheidsrechter: Hamada Nampiandraza |

|                                                 |                       |       |       |                                                                                |
| 7 oktober 2017 «onderlinge duels» 20:00 (UTC+1) | Marokko               | 3 − 0 | Gabon | Stade Mohammed V, Casablanca Toeschouwers: 45.000 Scheidsrechter: Victor Gomes |
| 7 oktober 2017 «onderlinge duels» 20:00 (UTC+1) | Boutaïb 38', 56', 72' |       |       | Stade Mohammed V, Casablanca Toeschouwers: 45.000 Scheidsrechter: Victor Gomes |

|                                                 |           |                       |         |                                                                                           |
| 11 november 2017 «onderlinge duels» 17:30 (UTC) | Ivoorkust | 0 − 2                 | Marokko | Stade Félix Houphouët-Boigny, Abidjan Toeschouwers: 32.000 Scheidsrechter: Bakary Gassama |
| 11 november 2017 «onderlinge duels» 17:30 (UTC) |           | 25' Dirar 30' Benatia |         | Stade Félix Houphouët-Boigny, Abidjan Toeschouwers: 32.000 Scheidsrechter: Bakary Gassama |

### Eindstand groep C
| Pos. | Land      | GW | W | G | V | DV | DT | DS  | Ptn |
| ---- | --------- | -- | - | - | - | -- | -- | --- | --- |
| 1    | Marokko   | 6  | 3 | 3 | 0 | 11 | 0  | +11 | 12  |
| 2    | Ivoorkust | 6  | 2 | 2 | 2 | 7  | 5  | +2  | 8   |
| 3    | Gabon     | 6  | 1 | 3 | 2 | 2  | 7  | –5  | 6   |
| 4    | Mali      | 6  | 0 | 4 | 2 | 1  | 9  | –8  | 4   |

## WK-voorbereiding

### Wedstrijden
|                                                  |                |       |                               |                                                                                         |
| 10 oktober 2017 «onderlinge duels» 15:30 (UTC+2) | Zuid-Korea     | 1 – 3 | Marokko                       | Tissot Arena, Biel/Bienne (Zwitserland) Toeschouwers: 2.000 Scheidsrechter: Alain Bieri |
| 10 oktober 2017 «onderlinge duels» 15:30 (UTC+2) | Son 66' (pen.) |       | 7', 11' Tannane 46' El Haddad | Tissot Arena, Biel/Bienne (Zwitserland) Toeschouwers: 2.000 Scheidsrechter: Alain Bieri |

|                                                |           |       |                               |                                                                                                 |
| 23 maart 2018 «onderlinge duels» 20:30 (UTC+1) | Servië    | 1 – 2 | Marokko                       | Stadio Olimpico Grande Torino, Turijn (Italië) Toeschouwers: 15.700 Scheidsrechter: Marco Guida |
| 23 maart 2018 «onderlinge duels» 20:30 (UTC+1) | Tadić 37' |       | 29' (pen.) Ziyech 40' Boutaïb | Stadio Olimpico Grande Torino, Turijn (Italië) Toeschouwers: 15.700 Scheidsrechter: Marco Guida |

|                                                |                          |       |             |                                                                                   |
| 27 maart 2018 «onderlinge duels» 21:00 (UTC+2) | Marokko                  | 2 – 0 | Oezbekistan | Stade Mohammed V, Casablanca Toeschouwers: 15.000 Scheidsrechter: Maguette Ndiaye |
| 27 maart 2018 «onderlinge duels» 21:00 (UTC+2) | El Kaabi 4' Da Costa 43' |       |             | Stade Mohammed V, Casablanca Toeschouwers: 15.000 Scheidsrechter: Maguette Ndiaye |

|                                              |         |       |          |                                                                                          |
| 31 mei 2018 «onderlinge duels» 20:00 (UTC+2) | Marokko | 0 – 0 | Oekraïne | Stade de Genève, Genève (Zwitserland) Toeschouwers: 8.000 Scheidsrechter: Sandro Schärer |
| 31 mei 2018 «onderlinge duels» 20:00 (UTC+2) |         |       |          | Stade de Genève, Genève (Zwitserland) Toeschouwers: 8.000 Scheidsrechter: Sandro Schärer |

|                                              |                           |       |            |                                                                                          |
| 4 juni 2018 «onderlinge duels» 22:00 (UTC+2) | Marokko                   | 2 – 1 | Slowakije  | Stade de Genève, Genève (Zwitserland) Toeschouwers: 7.000 Scheidsrechter: Lionel Tschudi |
| 4 juni 2018 «onderlinge duels» 22:00 (UTC+2) | El Kaabi 64' Belhanda 74' |       | 59' Greguš | Stade de Genève, Genève (Zwitserland) Toeschouwers: 7.000 Scheidsrechter: Lionel Tschudi |

|                                              |           |       |                                              |                                                                           |
| 9 juni 2018 «onderlinge duels» 18:00 (UTC+2) | Estland   | 1 – 3 | Marokko                                      | A. Le Coq Arena, Tallinn Toeschouwers: 4.756 Scheidsrechter: Marius Avram |
| 9 juni 2018 «onderlinge duels» 18:00 (UTC+2) | Purje 76' |       | 11' Belhanda 38' (pen.) Ziyech 72' En-Nesyri | A. Le Coq Arena, Tallinn Toeschouwers: 4.756 Scheidsrechter: Marius Avram |

## Het wereldkampioenschap
Op 1 december 2017 werd er geloot voor de groepsfase van het Wereldkampioenschap voetbal 2018. Marokko werd samen met Portugal, Spanje en Iran ondergebracht in groep B, en kreeg daardoor Moskou, Sint-Petersburg en Kaliningrad als speelsteden.

### Selectie en statistieken
| Nr. | Naam                  | Geboortedatum | GW |   |   |   |   |   |   | Club                    | Positie(s) |
| --- | --------------------- | ------------- | -- | - | - | - | - | - | - | ----------------------- | ---------- |
| 1   | Yassine Bounou        | 05-04-1991    | 0  | 0 | 0 | 0 | 0 | 0 | 0 | Girona FC               | DM         |
| 2   | Achraf Hakimi         | 04-11-1998    | 3  | 0 | 1 | 0 | 0 | 0 | 0 | Real Madrid             | VD         |
| 3   | Hamza Mendyl          | 21-10-1997    | 0  | 0 | 0 | 0 | 0 | 0 | 0 | Lille OSC               | VD         |
| 4   | Manuel da Costa       | 06-05-1986    | 3  | 0 | 1 | 0 | 0 | 1 | 0 | Istanbul Başakşehir     | VD         |
| 5   | Medhi Benatia         | 17-04-1987    | 2  | 0 | 1 | 0 | 0 | 0 | 0 | Juventus FC             | VD         |
| 6   | Romain Saïss          | 26-03-1990    | 2  | 0 | 0 | 0 | 0 | 0 | 0 | Wolverhampton Wanderers | VD         |
| 7   | Hakim Ziyech          | 19-03-1993    | 3  | 0 | 0 | 0 | 0 | 0 | 1 | AFC Ajax                | MV         |
| 8   | Karim El Ahmadi       | 27-01-1985    | 3  | 0 | 2 | 0 | 0 | 0 | 1 | Feyenoord               | MV         |
| 9   | Ayoub El Kaabi        | 26-06-1993    | 2  | 0 | 0 | 0 | 0 | 1 | 1 | RSB Berkane             | AV         |
| 10  | Younès Belhanda       | 25-02-1990    | 3  | 0 | 0 | 0 | 0 | 0 | 2 | Galatasaray SK          | MV         |
| 11  | Fayçal Fajr           | 01-08-1988    | 2  | 0 | 0 | 0 | 0 | 2 | 0 | Getafe CF               | MV         |
| 12  | Munir Mohamedi        | 10-05-1989    | 3  | 0 | 1 | 0 | 0 | 0 | 0 | CD Numancia             | DM         |
| 13  | Khalid Boutaïb        | 24-04-1987    | 2  | 1 | 0 | 0 | 0 | 0 | 2 | Malatyaspor             | AV         |
| 14  | Mbark Boussoufa       | 15-08-1984    | 3  | 0 | 1 | 0 | 0 | 0 | 0 | Al-Jazira Club          | MV         |
| 15  | Youssef Aït Bennasser | 07-07-1996    | 0  | 0 | 0 | 0 | 0 | 0 | 0 | SM Caen                 | MV         |
| 16  | Nordin Amrabat        | 31-03-1987    | 3  | 0 | 1 | 0 | 0 | 0 | 1 | CD Leganés              | MV         |
| 17  | Nabil Dirar           | 25-02-1986    | 2  | 0 | 0 | 0 | 0 | 0 | 0 | Fenerbahçe SK           | VD         |
| 18  | Amine Harit           | 18-06-1997    | 1  | 0 | 0 | 0 | 0 | 0 | 1 | Schalke 04              | MV         |
| 19  | Youssef En-Nesyri     | 01-06-1997    | 1  | 1 | 0 | 0 | 0 | 1 | 0 | Málaga                  | AV         |
| 20  | Aziz Bouhaddouz       | 30-03-1987    | 2  | 0 | 0 | 0 | 0 | 2 | 0 | FC St. Pauli            | AV         |
| 21  | Sofyan Amrabat        | 21-08-1996    | 1  | 0 | 0 | 0 | 0 | 1 | 0 | Feyenoord               | MV         |
| 22  | Ahmed Reda Tagnaouti  | 05-04-1996    | 0  | 0 | 0 | 0 | 0 | 0 | 0 | IR Tanger               | DM         |
| 23  | Mehdi Carcela         | 01-07-1989    | 1  | 0 | 0 | 0 | 0 | 1 | 0 | Standard Luik           | MV         |

### Wedstrijden

#### Groepsfase
| Nr. | Land     | GW | W | G | V | DV | DT | DS | Ptn |
| --- | -------- | -- | - | - | - | -- | -- | -- | --- |
| 1   | Spanje   | 3  | 1 | 2 | 0 | 6  | 5  | +1 | 5   |
| 2   | Portugal | 3  | 1 | 2 | 0 | 5  | 4  | +1 | 5   |
| 3   | Iran     | 3  | 1 | 1 | 1 | 2  | 2  | 0  | 4   |
| 4   | Marokko  | 3  | 0 | 1 | 2 | 2  | 4  | −2 | 1   |

|                                               |         |                         |      |                                                                                        |
| 15 juni 2018 «onderlinge duels» 18:00 (UTC+3) | Marokko | 0 – 1                   | Iran | Nieuwe Zenitstadion, Sint-Petersburg Toeschouwers: 62.548 Scheidsrechter: Cüneyt Çakır |
| 15 juni 2018 «onderlinge duels» 18:00 (UTC+3) |         | 90+4' (e.d.) Bouhaddouz |      | Nieuwe Zenitstadion, Sint-Petersburg Toeschouwers: 62.548 Scheidsrechter: Cüneyt Çakır |

|                                               |            |       |         |                                                                                      |
| 20 juni 2018 «onderlinge duels» 15:00 (UTC+3) | Portugal   | 1 – 0 | Marokko | Olympisch Stadion Loezjniki, Moskou Toeschouwers: 78.011 Scheidsrechter: Mark Geiger |
| 20 juni 2018 «onderlinge duels» 15:00 (UTC+3) | Ronaldo 4' |       |         | Olympisch Stadion Loezjniki, Moskou Toeschouwers: 78.011 Scheidsrechter: Mark Geiger |

|                                               |                      |       |                           |                                                                                 |
| 25 juni 2018 «onderlinge duels» 20:00 (UTC+2) | Spanje               | 2 – 2 | Marokko                   | Arena Baltika, Kaliningrad Toeschouwers: 33.973 Scheidsrechter: Ravshan Irmatov |
| 25 juni 2018 «onderlinge duels» 20:00 (UTC+2) | Isco 19' Aspas 90+1' |       | 14' Boutaïb 81' En-Nesyri | Arena Baltika, Kaliningrad Toeschouwers: 33.973 Scheidsrechter: Ravshan Irmatov |

## Trivia
- Naar aanleiding van de WK-deelname van Marokko maakte omroep PowNed de documentaire Marokko op 1.

FRMF · A-internationals · Bondscoaches · Marokkaans vrouwenelftal · Olympisch elftal · Lokaal · Marokko U23 · Marokko U21 · Marokko U20 · Marokko U19 · Marokko U18 · Marokko U17
1950 – 1959 ·
1960 – 1969 ·
1970 – 1979 ·
1980 – 1989 ·
1990 – 1999 ·
2000 – 2009 ·
2010 – 2019 ·
2020 − 2029
WK 1970 ·
WK 1986 ·
WK 1994 ·
WK 1998 ·
WK 2018 ·
WK 2022
OS 1964 ·
OS 1972 ·
OS 1984 ·
OS 1992 ·
OS 2000 ·
OS 2004 ·
OS 2012
1944 · 
1957 · 
1958 · 
1959 · 
1960 · 
1961 · 
1962 · 
1963 · 
1964 · 
1965 · 
1966 · 
1967 · 
1968 · 
1969 · 
1970 · 
1971 · 
1972 · 
1973 · 
1974 · 
1975 · 
1976 · 
1977 · 
1978 · 
1979 · 
1980 · 
1981 · 
1982 · 
1983 · 
1984 · 
1985 · 
1986 · 
1987 · 
1988 · 
1989 · 
1990 · 
1991 · 
1992 · 
1993 · 
1994 · 
1995 · 
1996 · 
1997 · 
1998 · 
1999 · 
2000 · 
2001 · 
2002 · 
2003 · 
2004 · 
2005 · 
2006 · 
2007 · 
2008 · 
2009 · 
2010 · 
2011 · 
2012 · 
2013 · 
2014 ·
2015 ·
2016 ·
2017 ·
2018 ·
2019 ·
2020 ·
2021 ·
2022 ·
2023 ·
2024
Albanië ·
Algerije ·
Angola ·
Argentinië ·
Armenië ·
Australië ·
Bahrein ·
België ·
Benin ·
Botswana ·
Brazilië ·
Bulgarije ·
Burkina Faso ·
Burundi ·
Canada ·
Centraal-Afrikaanse Republiek ·
Chili ·
China ·
Colombia ·
Comoren ·
Congo-Brazzaville ·
Congo-Kinshasa ·
Costa Rica ·
DDR ·
Denemarken ·
Duitsland ·
Egypte ·
Engeland ·
Equatoriaal-Guinea ·
Estland ·
Ethiopië ·
Finland ·
Frankrijk ·
Gabon ·
Gambia ·
Georgië ·
Ghana ·
Griekenland ·
Guinee ·
Guinee-Bissau ·
Hongkong ·
Ierland ·
India ·
Indonesië ·
Irak ·
Iran ·
Italië ·
Ivoorkust ·
Jamaica ·
Jemen ·
Joegoslavië ·
Jordanië ·
Kaapverdië ·
Kameroen ·
Kenia ·
Koeweit ·
Kroatië ·
Lesotho ·
Libanon ·
Liberia ·
Libië ·
Luxemburg ·
Malawi ·
Maleisië ·
Mali ·
Mauritanië ·
Mexico ·
Mozambique ·
Myanmar ·
Namibië ·
Nederland ·
Nieuw-Zeeland ·
Niger ·
Nigeria ·
Noord-Ierland ·
Noorwegen ·
Oeganda ·
Oekraïne ·
Oezbekistan ·
Oman ·
Palestina ·
Paraguay ·
Peru ·
Polen ·
Portugal ·
Qatar ·
Roemenië ·
Rusland ·
Rwanda ·
Saoedi-Arabië ·
Sao Tomé en Principe ·
Schotland ·
Senegal ·
Servië ·
Sierra Leone ·
Slowakije ·
Soedan ·
Somalië ·
Sovjet-Unie ·
Spanje ·
Syrië ·
Tanzania ·
Thailand ·
Togo ·
Trinidad en Tobago ·
Tsjechië ·
Tunesië ·
Uruguay ·
Verenigde Arabische Emiraten ·
Verenigde Staten ·
Zambia ·
Zimbabwe ·
Zuid-Afrika ·
Zuid-Jemen ·
Zuid-Korea ·
Zwitserland
België (2022) · 
Frankrijk (2022) ·
Iran (2018) · 
Kroatië (2022, 1) ·
Kroatië (2022, 2) ·
Portugal (2018) · 
Portugal (2022) ·
Spanje (2018) ·
Spanje (2022)